# Asiracina albofasciata
Asiracina albofasciata är en insektsart som först beskrevs av Frederick Arthur Godfrey Muir 1929.  Asiracina albofasciata ingår i släktet Asiracina och familjen sporrstritar. Inga underarter finns listade i Catalogue of Life.